# Gan Šmu'el
Gan Šmu'el (hebrejsky גַּן שְׁמוּאֵל, doslova „Šmu'elova zahrada“, v oficiálním přepisu do angličtiny Gan Shemu'el, přepisováno též Gan Shmu'el) je vesnice typu kibuc v Izraeli, v Haifském distriktu, v Oblastní radě Menaše.

## Geografie
Leží v nadmořské výšce 26 metrů v pobřežní nížině. Jižně od obce protéká Nachal Chadera. Zhruba 2 kilometry severozápadně od vesnice vystupuje z pobřežní roviny pahorek Tel Zomira.
Obec se nachází 7 kilometrů od břehu Středozemního moře, cca 44 kilometrů severovýchodně od centra Tel Avivu, cca 40 kilometrů jižně od centra Haify a 3 kilometry severovýchodně od města Chadera. Gan Šmu'el obývají Židé, přičemž osídlení v tomto regionu je etnicky převážně židovské. Pás měst a vesnic obývaných izraelskými Araby (takzvaný Trojúhelník) začíná až cca 8 kilometrů na jihovýchod odtud. 10 kilometrů na severovýchod začíná rovněž arabské osídlení ve Vádí Ara.
Gan Šmu'el je na dopravní síť napojen pomocí dálnice číslo 65.

## Dějiny

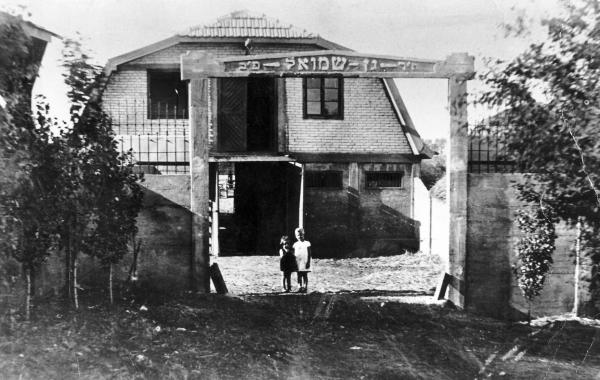
Kibuc Gan Šmu'el ve 20. letech 20. století

Gan Šmu'el byl založen v roce 1913. Už v roce 1895 zde ale Židé z nedaleké Chadery napojení na hnutí Chovevej Cijon vysázeli citrusový sad pojmenovaný Gan Šmu'el. V roce 1913 se na tomto místě usadila skupina trvalých osadníků. Jde tak o jedno z nejstarších židovských sídel v pobřežní nížině.
Současný kibuc na tomto místě vznikl v roce 1920. Podle jiných zdrojů v roce 1921. Osídlili ho židovští přistěhovalci z Ruska, Polska a Rakouska (v roce 1930 dorazila další skupina Židů z Rumunska, kterou roku 1935 následovala skupina Židů z Československa a roku 1936 němečtí a rakouští Židé). V roce 1926 vyrostla ve vesnici budova společné jídelny, roku 1933 přibylo obilné silo. O rok později si kibuc pořídil první traktor. V roce 1935 do vesnice dorazila telefonní síť a elektřina. Koncem 40. let 20. století měl Gan Šmu'el rozlohu katastrálního území 1 005 dunamů (1,005 kilometru čtverečního).<

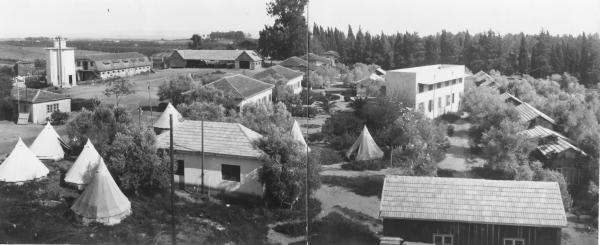
Celkový pohled na kibuc Gan Šmu'el ve 40. letech 20. století

Po roce 1948 kibuc přijal další vlnu židovských přistěhovalců (roku 1950 Židé z Argentiny). Roku 1950 zde vzniklo zdravotní středisko a sportovní hřiště. Od roku 1989 upustil kibuc od společné výchovy a přenocování dětí odděleně od rodičů. Během 90. let 20. století pak pokračovala postupná privatizace a demontáž kolektivních prvků.
Místní ekonomika je založena na zemědělství a průmyslu (potravinářský podnik). V poslední době se kibuc zaměřuje i na provoz obchodní zóny, která využívá polohy na spojnici pobřežní nížiny s vnitrozemím a Galileou.

## Demografie
Podle údajů z roku 2014 tvořili naprostou většinu obyvatel v Gan Šmu'el Židé – cca 800 osob (včetně statistické kategorie "ostatní", která zahrnuje nearabské obyvatele židovského původu ale bez formální příslušnosti k židovskému náboženství, cca 900 osob).
Jde o menší sídlo vesnického typu s dlouhodobě stagnující populací. K 31. prosinci 2014 zde žilo 863 lidí. V roce 2014 populace stoupla o 0,7 %.
| Rok            | 1927 | 1934 | 1940 | 1948 | 1961 | 1972 | 1983 | 1995 |
| -------------- | ---- | ---- | ---- | ---- | ---- | ---- | ---- | ---- |
| Počet obyvatel | 54   | 120  | 174  | 456  | 664  | 845  | 990  | 949  |

| Rok            | 2001 | 2003 | 2004 | 2005 | 2006 | 2007 | 2008 | 2009 | 2010 | 2011 | 2012 | 2013 | 2014 |
| -------------- | ---- | ---- | ---- | ---- | ---- | ---- | ---- | ---- | ---- | ---- | ---- | ---- | ---- |
| Počet obyvatel | 838  | 826  | 829  | 825  | 830  | 822  | 834  | 790  | 797  | 839  | 853  | 857  | 863  |